# Pheidole hirsuta
Pheidole hirsuta är en myrart som beskrevs av Carlo Emery 1896. Pheidole hirsuta ingår i släktet Pheidole och familjen myror. Inga underarter finns listade i Catalogue of Life.